# Kesäranta
Kesäranta (en suédois : Villa Bjälbo) est la résidence officielle du Premier ministre de Finlande. Elle se trouve à Meilahti, un quartier de Helsinki, surplombant une baie sur la côte nord-ouest de la ville. Le nom finnois Kesäranta signifie « rivage d'été ». La résidence est la propriété de l’État finlandais au travers des Propriétés du Sénat.

## Histoire
Dessiné et construit en 1873 en tant que résidence d'été de l'architecte Frans Ludvig Calonius, la villa portait, à l'origine, le nom de Villa Bjälbo. Au moment de sa construction, Meilahti est situé hors des limites de la ville d'Helsinki. À l'origine, Kesäranta était une villa en bois à deux étages, mais en 1887, après avoir été racheté par Carl Robert Igantius, travaillant pour la Banque de Finlande, le bâtiment a été modifié par Elia Heikel, qui a ajouté une tour de 20 mètres et une véranda qui fait face à la baie à l'édifice.
En 1904, la villa fut rachetée par l’État pour devenir la résidence d'été du Gouverneur général de Finlande. L'architecte Johan Jacob Ahrenberg a été mandaté pour faire les changements nécessaires aux bâtiments et aux mobiliers. Une aile nouvelle cuisine a été ajoutée au bâtiment principal et'une véranda vitrée a été construite sur le côté du bâtiment face à la mer. La villa fut la résidence d'été des Gouverneurs généraux Ivan Mikhaïlovitch Obolenski, Nikolaï Nikolaïevitch Gerhard, Vladimir Alexandrovitch Boeckmann, et Franz Albert Seyn.
Après que la Finlande ait obtenu son indépendance en 1917, et après la guerre civile finlandaise en 1918, le général allemand Rüdiger von der Goltz y vécut brièvement. Carl Gustaf Emil Mannerheim a également utilisé Kesäranta comme résidence occasionnelle au cours de son mandat en tant que régent, ou « protecteur de l'État », de 1918 à 1919. Depuis lors, Kesäranta a servi de résidence officielle du Premier ministre.
En été, le Collège de Finlande tient ses séances de soirée informelle à Kesäranta. Elles ont lieu le mercredi soir et remontent aux années 1930, lorsque le Premier ministre Aimo Cajander a adopté la pratique d'inviter ses ministres à Kesäranta pour discuter et préparer les questions à traiter lors de la session plénière du gouvernement le jeudi.
Une rénovation complète du bâtiment principal eut lieu dans les années 1950 puis à nouveau dans les années 1980. Le bâtiment principal a été restauré pour ressembler à ce qu'il était début du siècle, y compris la reconstruction de la tour et de la véranda, qui avait été démolie dans les années 1950. La cour de Kesäranta comprend un sauna, des bâtiments d'entretien, la maison du gardien, un pavillon, une jetée et un court de tennis.

## Sources
- (en) Cet article est partiellement ou en totalité issu de l’article de Wikipédia en anglais intitulé « Kesäranta » (voir la liste des auteurs).

## Compléments